# پیشکار
پیشکار کسی است که در خدمت شخص بزرگ و محترمی کارهای او را اداره کند. و بزرگترین چاکر و نوکر هر مرد بزرگ و صاحب دستگاه که نیابت کارهای او کند می باشد.

## واژه های هم معنی
واژه های مترادف آن امرا عباسی، مدبران سامانیان، دستوران غزنویان، وزیران سلجوقیان، پیشکاران خوارزمشاهیان، ماژوردومو، ناظر، خوانسالار و بزرگتر خانه هستند. 

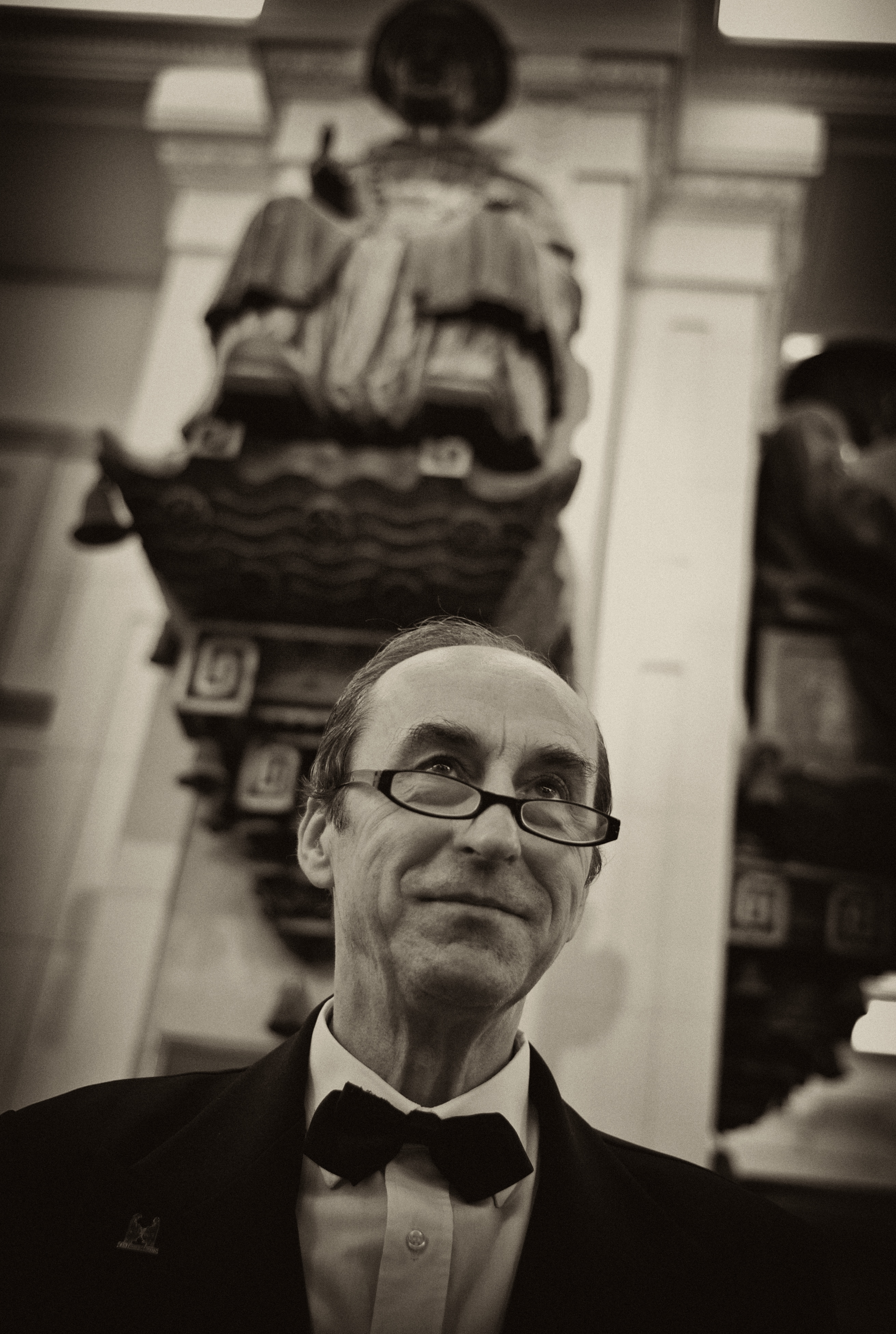
متصدی امور خانوادگی در هتل دو ماگوتس، پاریس ۲۵ نوامبر ۲۰۰۹

ماژوردومو به معنی شخصی است که صحبت می‌کند، ترتیبی می‌دهد یا مسئولیت دیگری را بر عهده می‌گیرد. به‌طور معمول، این بالاترین (عمده) کارمندان یک خانواده (دوموس یا محل سکونت) است، یک خدمتکار اصلی که از طرف صاحب یک محل اقامت بزرگ یا مهم عمل می‌کند. ماژوردومو همچنین ممکن است به‌طور غیررسمی، شخصی باشد که بر مسئولیت‌های روزانه یک شرکت تجاری نظارت می‌کند. از نظر تاریخی، بسیاری از مؤسسات و دولت‌ها - صومعه‌ها، کلیساها، و شهرها - و همچنین خانه‌های اصیل و سلطنتی نیز پست متصدی امور خانوادگی را داشتند که معمولاً مسئول امور مالی بود. علاوه بر این، هیسپانوس‌های نیومکزیکو از اصطلاح مرتبط "mayordomo" برای اشاره به یک خدمتکار جویبار آب و برای یک شهر یا دره استفاده می‌کنند.

## پیشینه منصب پیشکاری
منصب پیشکاری در ایران و جهان پیشینه‌ای کهن دارد. برخی پیشکارهای معروف تاریخ ایران و جهان عبارتند از:
- سالار ابوالقاسم بوزجانی معروف به سالار بوزگان، وزیر طغرل بیک سلجوقی که در آغاز کار پیشکار و دستور و کارگزار او بود.[۵]
- علی ابن حسن ابن مَسلَمه[۶]، پیشکاری خلیفه قائم عباسی
- سلطان‌مراد میرزا حسام‌السلطنه، پیشکاری آذربایجان در دوره قاجار

## واژه شناسی
منشأ از معادل maior domūs «principal of the house» است و از اسپانیایی mayordomo به انگلیسی قرض گرفته شده‌است یا maiordomo ایتالیایی منسوخ شده. همچنین، آن را به عنوان majordome فرانسوی یافت می‌شود، maggiordomo ایتالیایی مدرن، mordomo پرتغالی و گالیسی، و رومانیایی و کاتالان به عنوان majordom.